# Grb Njemačke
Grb Njemačke je crni orao na žutoj (zlatnoj) pozadini, s crvenim kljunom i kandžama. Boje na grbu odgovaraju onima na zastavi Njemačke.
Orao je stari germanski simbol, povezan s bogom Odinom. Predstavljao je pored toga i nepobjedivost, a u takvom obliku upoznali su ga i Rimljani.

## Povijest
Prvi spomen orla vezuje se uz Karla Velikog, a postoje informacije da je crni orao na zlatnoj podlozi bio carski simbol. Ovaj grb je zadržan u Svetom Rimskom Carstvu, s više varijanti, a glavna je promjena bila dodavanje krune, skripta i šara. Ovog carskog orla koristila je i Pruska u određenom obliku, a bio je i grb Njemačkog Carstva od 1871. do 1918.
Nakon Prvog svjetskog rata, Weimarska Republika usvojit će sadašnji oblik. Godine 1935. Hitler će izmijeniti grb. Izmijenit će ga u orla nacističke stranke (dodavši kandžama hrastov vijenac unutar kojega je kukasti križ.
Poslije Drugog svjetskog rata, zapadni dio koristit će savezni grb, zapravo sadašnji. On se koristi i nakon ponovnog ujedinjenja Njemačke.

## Grb danas
Orao se nalazi na zastavama federalnih institucija, predsjednika, listova federalnih organa poput zaglavlja službenih dokumenata i slično. Jedan neobično debeljuškast krasi zgradu Bundestaga.